# تمثالا ممنون
تمثالا ممنون، (بالإنجليزية: Colossi of Memnon) أي عملاقا ممنون، يعرفان محلياً باسم (الكولسات أو السلامات)، عبارة عن تمثالين ضخمين، شُيدا حوالي سنة 1350 ق م، هما كل ما تبقى من معبد بُنيّ تخليداً لذكرى الفرعون أمنحتب الثالث، الذي حكم مصر خلال الأسرة الثامنة عشر، يقعا في مدينة طيبة الجنائزية، الواقعة غرب نهر النيل من مدينة الأقصر الحالية.

## وصفهما
يصور التمثالان المتماثلان أمنحتب الثالث (عاش في القرن الرابع عشر قبل الميلاد) جالساً، بينما يداه مبسوطتان على ركبتيه وناظراً تجاه الشرق (في الواقع تجاه الجنوب الشرقي حسب الاتجاهات الحديثة) نحو النهر. وقد نُحتّ شكلين قصيرين على مقدمة العرش إلى جانب ساقيه: هما زوجته تيي وأمه موت إم ويا. بينما تصور الألواح الجانبية إله النيل حابي.

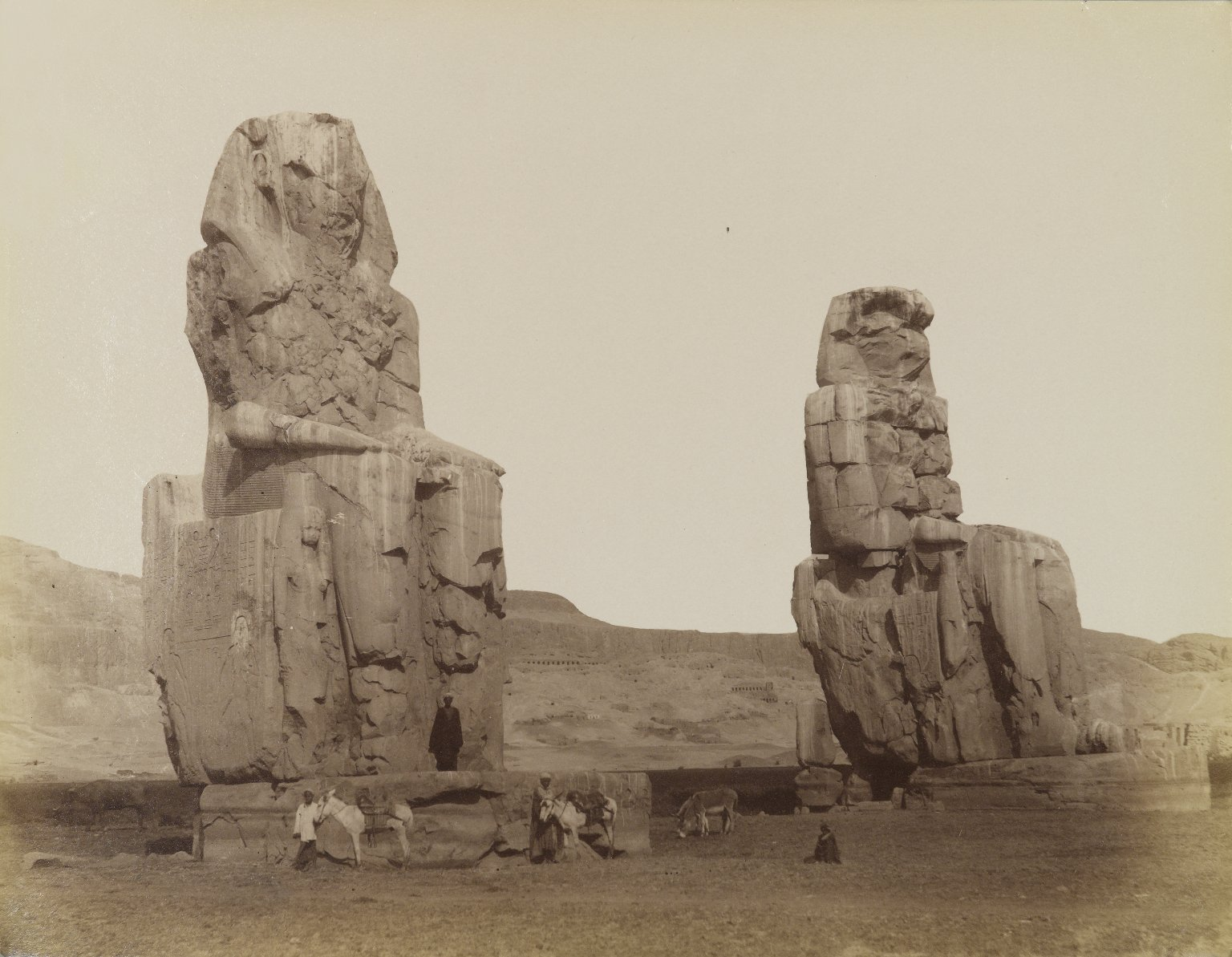
تمثالا ممنون، من تصوير أنطونيو بياتو، القرن التاسع عشر، متحف بروكلين.

صُنعّ التمثالين من كتل لحجر الكوارتزيت الرملي التي استُخرجّت من الجبل الأحمر (بالقرب من القاهرة الحالية) ونُقلّت 675 كم (420 ميل) براً إلى طيبة (الأقصر). يُعتقد أن الأحجار كانت ثقيلة جداً بحيث لم يكن من المستطاع نقلها عكس تيار النيل. وربما تكون الكتل التي استخدمها المهندسون الرومان لاحقاً لإعادة بناء التمثال الشمالي قد جاءت من إدفو (شمال أسوان). بما في ذلك المنصات الحجرية التي كانوا يقفون عليها - بارتفاع حوالي 4 أمتار (13 قدمًا) - هذا ويصل ارتفاع كل تمثال إلى 18 متراً (60 قدماً) ويزن كل منهما 720 طناً. ويبعدان عن بعضهما حوالي 15 متراً (50 قدماً).
كلا التمثالين متضرران تماماً، بحيث لا يمكن التعرف فعلياً على الملامح الموجودة فوق الخصر. يتكون التمثال الجنوبي من قطعة واحدة من الحجر، لكن التمثال الشمالي به صدع كبير وواسع في النصف السفلي وفوق الخصر ويتكون من 5 طبقات حجرية. تتكون هذه المستويات العليا من نوع مختلف من الحجر الرملي، نتيجة لمحاولة إعادة بناء لاحقة، نسبها ويليام دي ويفليسلي أبني إلى سيبتيموس سيفيروس. يُعتقد أن التمثالين كانا في الأصل متطابقين مع بعضهما البعض، على الرغم من اختلاف النقوش والفنون الثانوية.
كانت وظيفة التمثالين الأصلية الوقوف كحارسين عند مدخل معبد أمنحتب التذكاري (أو المعبد الجنائزي): وهو بناء ضخم شُيدّ خلال عمر الفرعون، حيث كان يُعبد كإله على الأرض قبل وبعد رحيله عن هذا العالم. حينذاك، كان مجمع المعابد يُعد الأكبر والأفخم في مصر القديمة. يغطي مساحة إجمالية قدرها 35 هكتاراً (86 فداناً)، حتى أن المنافسين اللاحقين مثل الرامسيوم لرمسيس الثاني أو مدينة هابو لرمسيس الثالث لم تتمكن من مطابقتها في المنطقة؛ حتى أن معبد الكرنك كان أصغر حجماً، حينما كان قائماً في زمن أمنحتب.

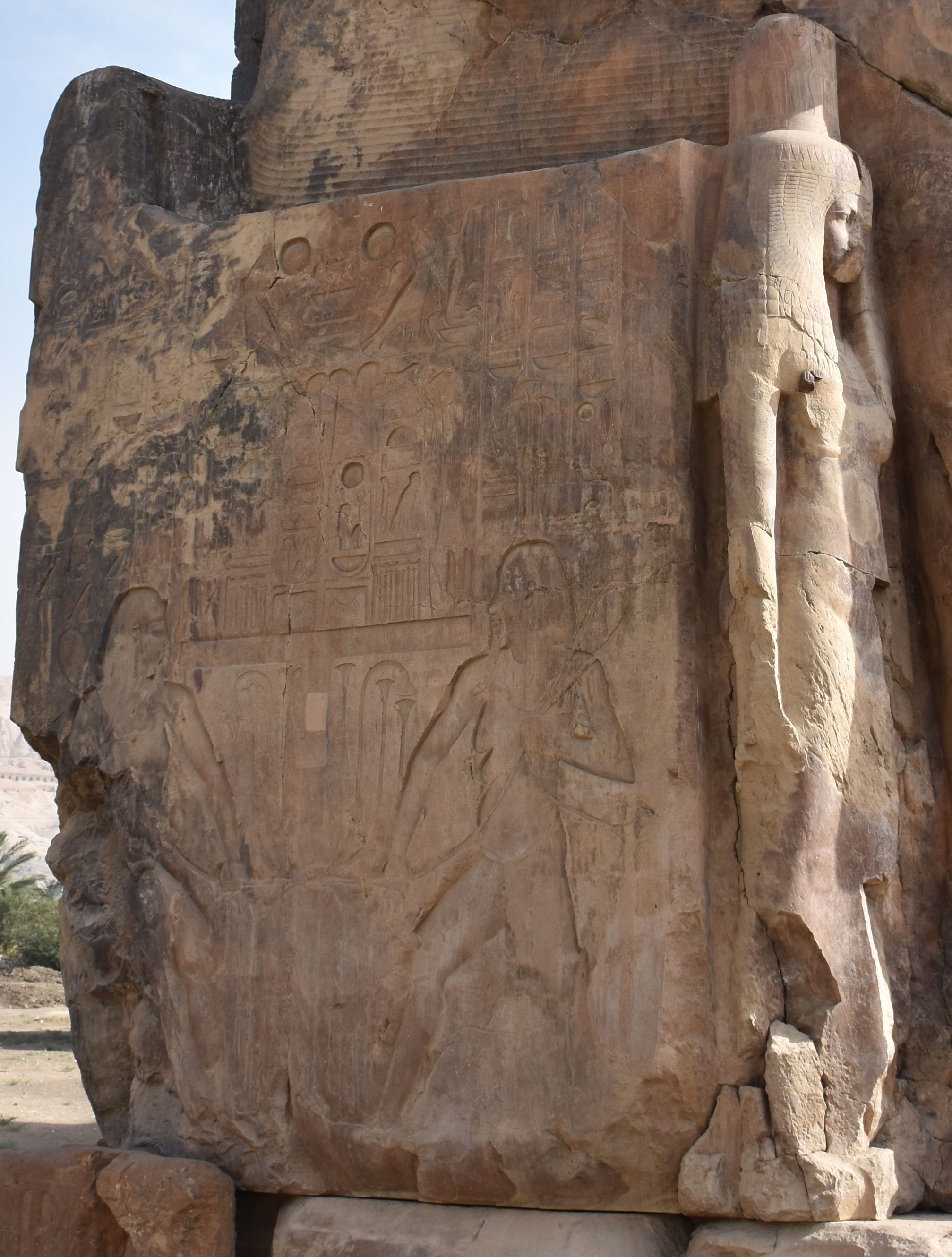
تفاصيل لوحة جانبية تُظهر تصويرين بارزين مُحاطين بالمعبود حابي وإلى اليمين يقف تمثال لتيي زوجة الملك

وباستثناء التمثالين، لم يتبق اليوم سوى القليل من معبد أمنحتب. الذي كان قائماً على حافة السهول الفيضية للنيل وقد تسببت الفيضانات السنوية المتتالية في تآكل أساساتها - تُظهر مطبوعة حجرية شهيرة من أربعينيات القرن التاسع عشر بقلم ديفيد روبرتس المياه تُحيط بالتمثالين - ولم يكن معروفاً للحكام اللاحقين تفكيك واختلاس وإعادة استخدام أجزاء من آثار أسلافهم.

## تعرضهما للزلازل
بعد فترة وجيزة من بنائه، دمر زلزال المعبد، أرخه المعهد الأرمني لعلم الزلازل مؤخراً إلى حوالي 1200 قبل الميلاد والذي ترك فقط التمثالين الضخمين قائمين عند المدخل. وقد تسبب زلزال آخر في 27 قبل الميلاد في تضررهما أكثر، وبعد ذلك أعادت السلطات الرومانية بناءهما جزئياً.
كما تسبب زلزال 1200 ق. م. في حدوث العديد من الفجوات في الأرض مما أدى إلى دفن العديد من التماثيل، بعضها في حالته الأصلية. كانت هذه التماثيل موضوعاً لعمليات ترميم وتنقيب مكثفة أجراها عالم الآثار الأرمني/الألماني هوريغ سوروزيان، الذي كشف أن المجمع يتألف من ثلاث بوابات، على واجهة كل منها تمثالين عملاقين، بينما يقع في الطرف البعيد مجمع معبد مستطيل يتكون من بهو محاط بالأعمدة. حتى الآن استُرجعّت أربعة من التماثيل، بينما تنتظر ثمانية منهم إعادة تجميعها، في حين يوجد حوالي 200 تمثال أو قطعة من التماثيل في متحف الأقصر، بعضها معروض والبعض الآخر في انتظار الترميم.

## أصل التسمية
الاسم العربي الحديث للمكان هو كوم الحيطان، لكنه معروف عموماً بالاسم الروماني معبد ممنون. كان ممنون بطلاً في حرب طروادة وهو ملك كوشي الذي قاد جيوشه من إفريقيا إلى آسيا الصغرى للمساعدة في الدفاع عن المدينة المحاصرة، لكن في النهاية قُتل على يد أخيل. قيل عن ممنون (الذي يعني اسمه الصامد أو ذو العزم) أنه ابن إييوس، إلهة الفجر. وكان مرتبطاً بالتمثال العملاق الذي بني قبل عدة قرون، بسبب رواية النحيب الصادر عن التمثال الشمالي (انظر أدناه) في الفجر والذي أصبح يُعرف باسم تمثال ممنون العملاق. في النهاية، أصبح يُشار إلى جبانة طيبة بأكملها عامة باسم ممنونيوم مما جعله «حاكماً للغرب» كما في حالة الإله أوزوريس الذي كان يُدعى حاكم الغرب.
في القرن التاسع عشر، أشار ويليام دي ويفليسلي أبني إلى أن «العرب أطلقوا على هذين التمثالين اسم» شامة«و» تاما«، وعندما كانوا يتحدثوا عن كلاهما أعطوهما لقب الأصنام أو الأوثان».

## صوت ممنون
في عام 27 ق. م، ورد أن زلزالاً كبيراً حطم التمثال الشمالي، مما أدى إلى انهياره من الخصر إلى أعلى وتصدع النصف السفلي. بعد تصدعه، اشتهر النصف السفلي المتبقي من ذلك التمثال بأنه «يغني» في أوقات مختلفة - دائماً في غضون ساعة أو ساعتين من شروق الشمس وعادةً عند الفجر مباشرةً. أُفيد عن هذا الصوت غالباً في فبراير أو مارس، لكن ربما يكون هذا انعكاساً للموسم السياحي أكثر من كونه نموذجاً حقيقياً. أقدم ذكر لذلك في الأدب جاء في تقرير المؤرخ والجغرافي اليوناني سترابو، الذي ادعى أنه سمع الصوت خلال زيارة في عام 20 ق. م، وفي ذلك الوقت كان من الواضح أنه كان معروفاً بالفعل. تنوع الوصف. قال سترابو أنه بدا «مثل نفخ في آلة»، بينما شبهه بوسانياس بانكسار «وتر القيثارة»، لكنه وصفه أيضاً بأنه كقرع سبائك النحاس أو مثل صفير. تشمل المصادر القديمة الأخرى تقارير بلينيوس (عن غير تجربة شخصية، إنما جمع شهادات آخرين) أمثال، بوسانياس، تاسيتوس، فيلوستراطوس وجوفينال. بالإضافة إلى ذلك، نُقشّت قاعدة التمثال بما يقرب من 90 نقشاً ما زالت باقية لسائحين معاصرين أفادوا عما إذا كانوا قد سمعوا الصوت أم لا.
أصبحت أسطورة «صوت ممنون» والحظ الذي اُشتُهر بجلبه لدى سماعه، إضافة إلى مكانة قدرات التمثال التنبؤية معروفة خارج مصر، فجاء سيل متدفق من الزوار، بما في ذلك العديد من الأباطرة الرومان، ليعجبوا من التمثالين. تعود آخر إشارة موثوقة سجلت للصوت إلى عام 196. ولاحقاً في العصر الروماني، أضيفت الطبقات العليا من الحجر الرملي (لم يعثر على البقايا الأصلية للنصف العلوي)؛ تاريخ إعادة البناء هذه غير معروف، لكن المعتقدات المحلية تضعه في حوالي 199 وتنسبه إلى الإمبراطور الروماني سيبتيموس سيفيروس في محاولة لكسب رضاء وسيط الوحي (علماً بأنه زار التمثال لكنه لم يسمع الصوت).
قُدمّت تفسيرات مختلفة لهذه الظاهرة؛ منها نوعان: طبيعي أو من صنع الإنسان. ويبدو أن سترابو نفسه كان بعيداً كل البعد عن تحديد طبيعة الصوت: فذكر أنه لا يستطيع تحديد ما إذا كان مصدره القاعدة، أم المنطقة العلوية المحطمة، أو «الأشخاص الواقفون حول القاعدة». أما إذا كان الصوت طبيعياً، فمن المحتمل أن يكون ناتجاً عن ارتفاع درجات الحرارة وتبخر الندى داخل الصخور المسامية. فقد سمعت أصوات مماثلة من بعض الآثار المصرية الأخرى، على الرغم من ندرة عددها (الكرنك موقع معتاد لهذه التقارير الحديثة). وقد تكون أكثر الحجج إقناعاً تجاه أن الصوت صدر نتيجة عوامل بشرية أنه توقف بالفعل، لاسيما بسبب الوزن الإضافي للطبقات العليا التي أعيد بناؤها.
يبدو أن ذكر بضعة إشارات عن الصوت في أوائل العصر الحديث (أواخر القرن الثامن عشر وأوائل القرن التاسع عشر) لم يكن سوى تلفيقاً، إما من قبل الكتاب أو ربما من قبل السكان المحليين الذين كرسوا هذه الظاهرة.
يظهر «صوت ممنون» بشكل جلي في أحد مشاهد مسرحية بير جينت لهنريك إبسن.
كما ظهرت في قصة أوسكار وايلد الخيالية «الأمير السعيد».

## معرض صور

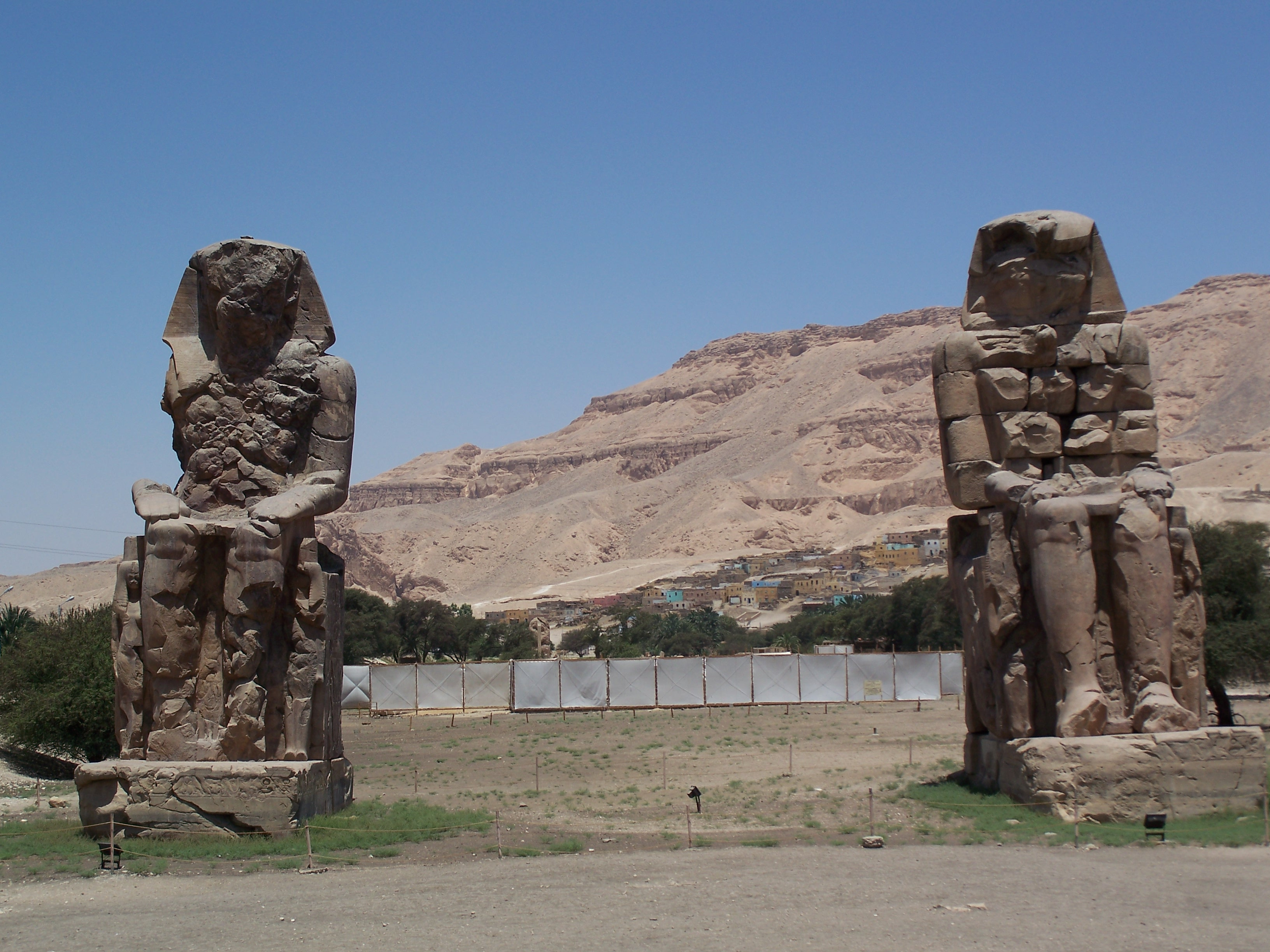
تمثالا أمنحتب الجالسان
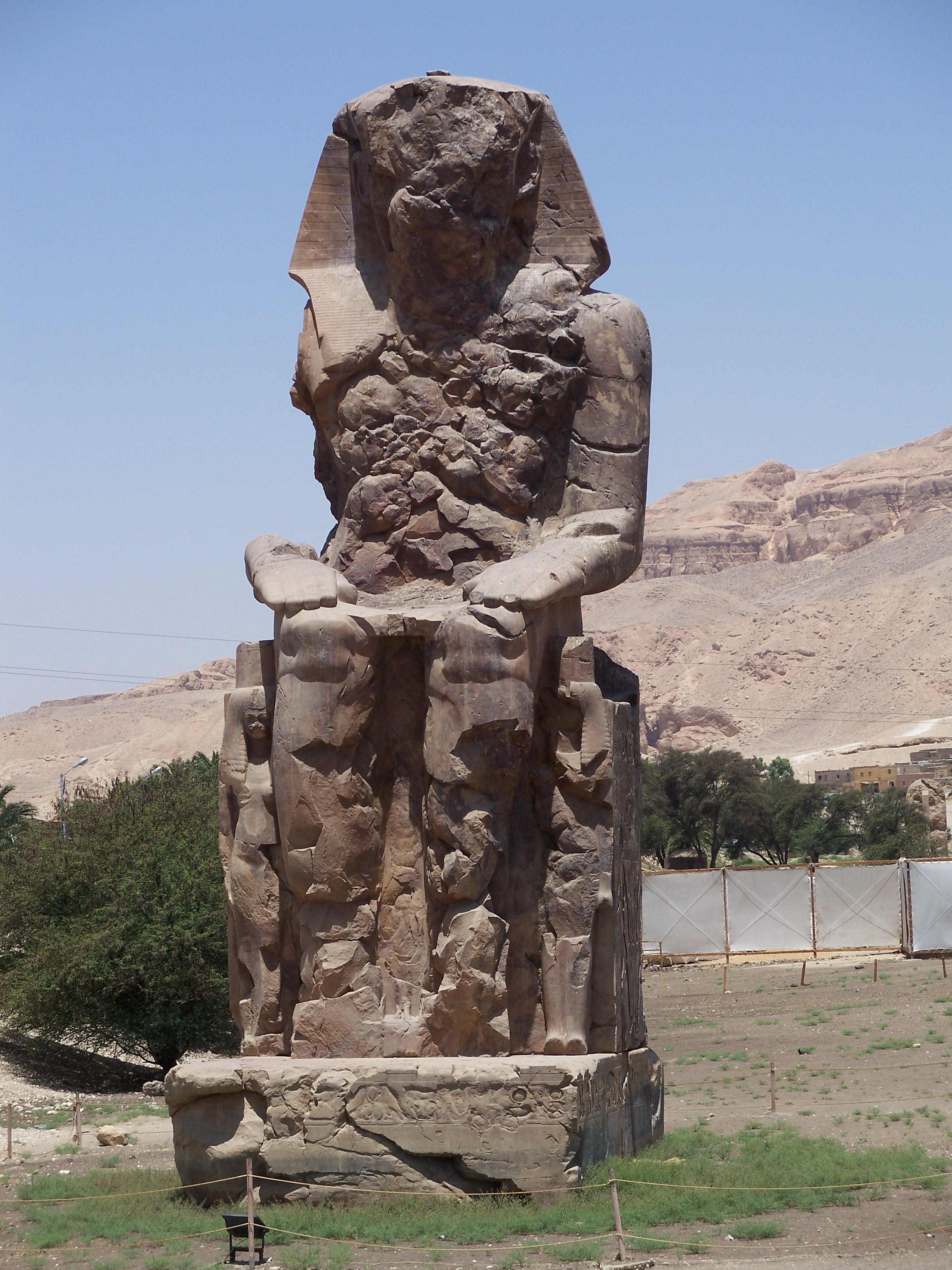
تمثال ممنون الغربي (أو الجنوبي)
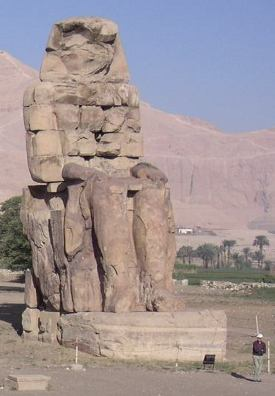
تمثال ممنون الشرقي (أو الشمالي).
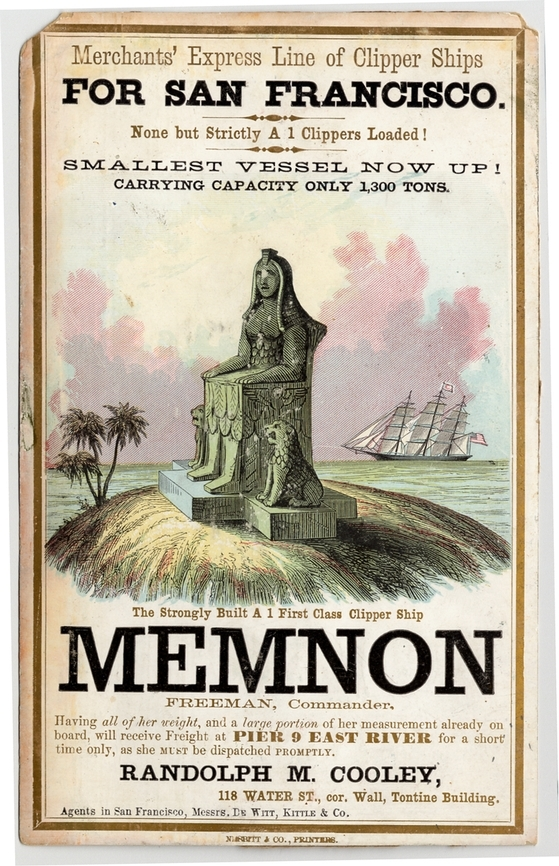
سفينة ممنون
صورة بانورامية